# Albertus van de Wiel
Albertus van de Wiel (Huisseling, 2 juni 1860 – aldaar, 22 april 1924) was een Nederlands politicus en organist.

## Achtergrond
Hij werd geboren binnen het gezin van organist, onderwijzer en kerksecretaris Wilhelmus van de Wiel (1818-1885) uit Escharen en Louise “Aloijsia” van Aar (1820-1894). Alhoewel hij vaak buiten vertoefde bleef hij ziekelijk. Zelf huwde hij in januari 1894 Johanna Theodora van de Ven (1862-1925); het echtpaar kreeg voor zover bekend acht kinderen. Het echtpaar woonde net als zijn ouders enige tijd in het pand Grotestraat 54, in later tijd benoemd tot rijksmonument. Ze liggen begraven nabij de Sint-Hubertuskerk. 
De familie is de donateur van het Heilig Hartbeeld. 

## Werk
Hij werd al op vroege leeftijd organist van de kerk in Huisseling (hij zou die functie vijftig jaar bekleden) en gaf ook muzieklessen in dat dorp. Van zijn hand verscheen Methode voor het aanleeren van den Gregoriaanschen zang. Hij hechtte tevens belang aan de politieke/bestuurlijke loopbaan. Hij was secretaris en burgemeester van Huisseling en Neerloon (1907-1923), oprichter en bestuurder van de plaatselijke boerenleenbank, bestuurder binnen de plaatselijke onderlinge brandverzekeringsmaatschappij NCB, voorzitter van de lokale boerenbond, lid van Provinciale Staten en lid van het katholieke armenbestuur. Voorts bekleedde hij de functie van dijkgraaf bij Land van Ravenstein.